# Merlieux-et-Fouquerolles
Merlieux-et-Fouquerolles est une commune française située dans le département de l'Aisne, en région Hauts-de-France.

## Géographie

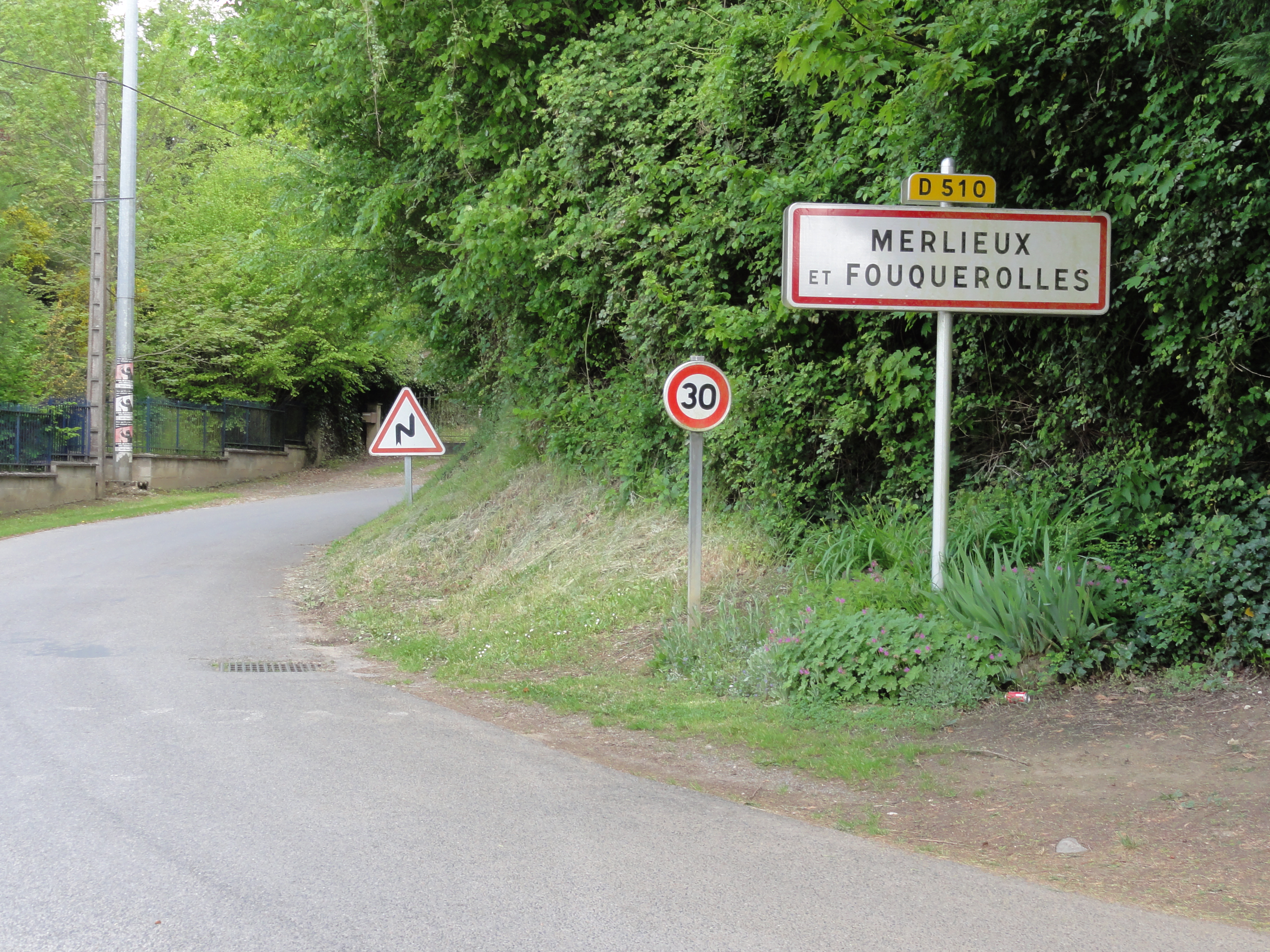
Entrée de la commune.

### Description

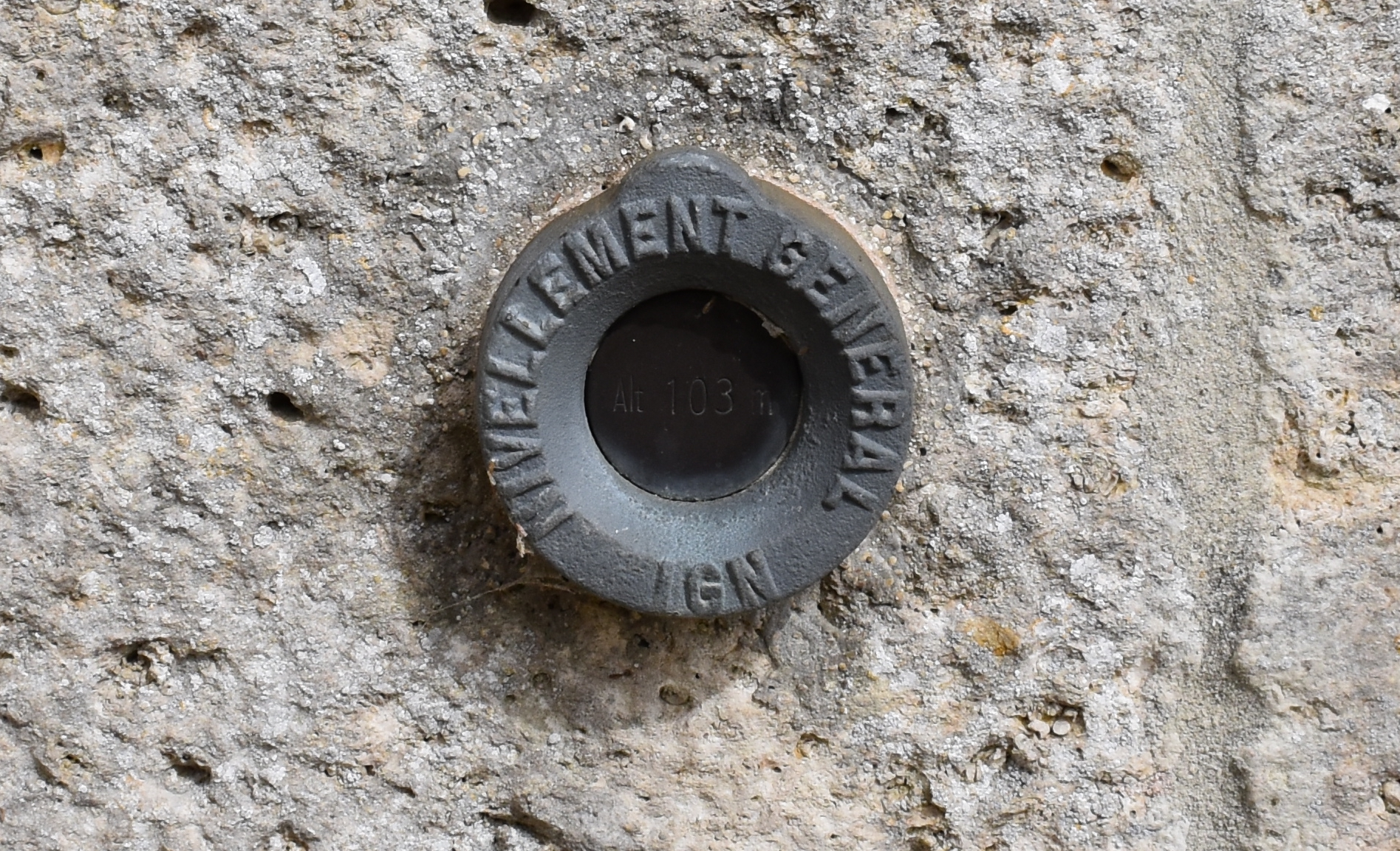
Borne de nivellement sur le mur de l'église - Altitude 103 m.

Commune du Laonnois, dans l'Aisne, située à 4 km à vol d'oiseau à l'est d'Anizy-le-Grand, 13 km au sud-est de Saint-Gobain, 10 km au sud-ouest de Laon et 20 km au nord-est de Soissons.
Il est aisément accessible depuis la Route nationale 2.
La ligne de La Plaine à Hirson et Anor (frontière) passe dans le sud du territoire communal, mais la station de chemin de fer la plus proche est la gare d'Anizy - Pinon, desservie par des trains TER Hauts-de-France, express ou omnibus, qui effectuent des missions entre les gares : de Crépy-en-Valois et de Laon ; de Paris-Nord et de Laon.
Un chemin de randionnée relie Merlieux-et-Fouquerolles au Sentier de grande randonnée GR 12A, 

### Hydrographie
La commune est située dans le bassin Seine-Normandie. Elle est drainée par le canal de l'Oise à l'Aisne, l'Ailette, la rigole d'alimentation de l'Ailette, Marais de Montbavin, le cours d'eau 01 de l'Epinette et le cours d'eau 01 du Pont de Pierre,,.
Le canal de l'Oise à l'Aisne est un canal à bief de partage au gabarit Freycinet reliant les vallées de l'Oise et de l'Aisne. Il relie les communes d'Abbécourt et de Bourg-et-Comin en passant sous le tristement célèbre « Chemin des Dames ». Ce cours d'eau coules dan sl'extrême sud du territoire communal.
L'Ailette tangente la limite sud du territoire communal. D'une longueur de 59 km, ce cours d'eau prend sa source dans la commune de Sainte-Croix et se jette  dans l'Oise (rive gauche) à Quierzy, après avoir traversé 36 communes.

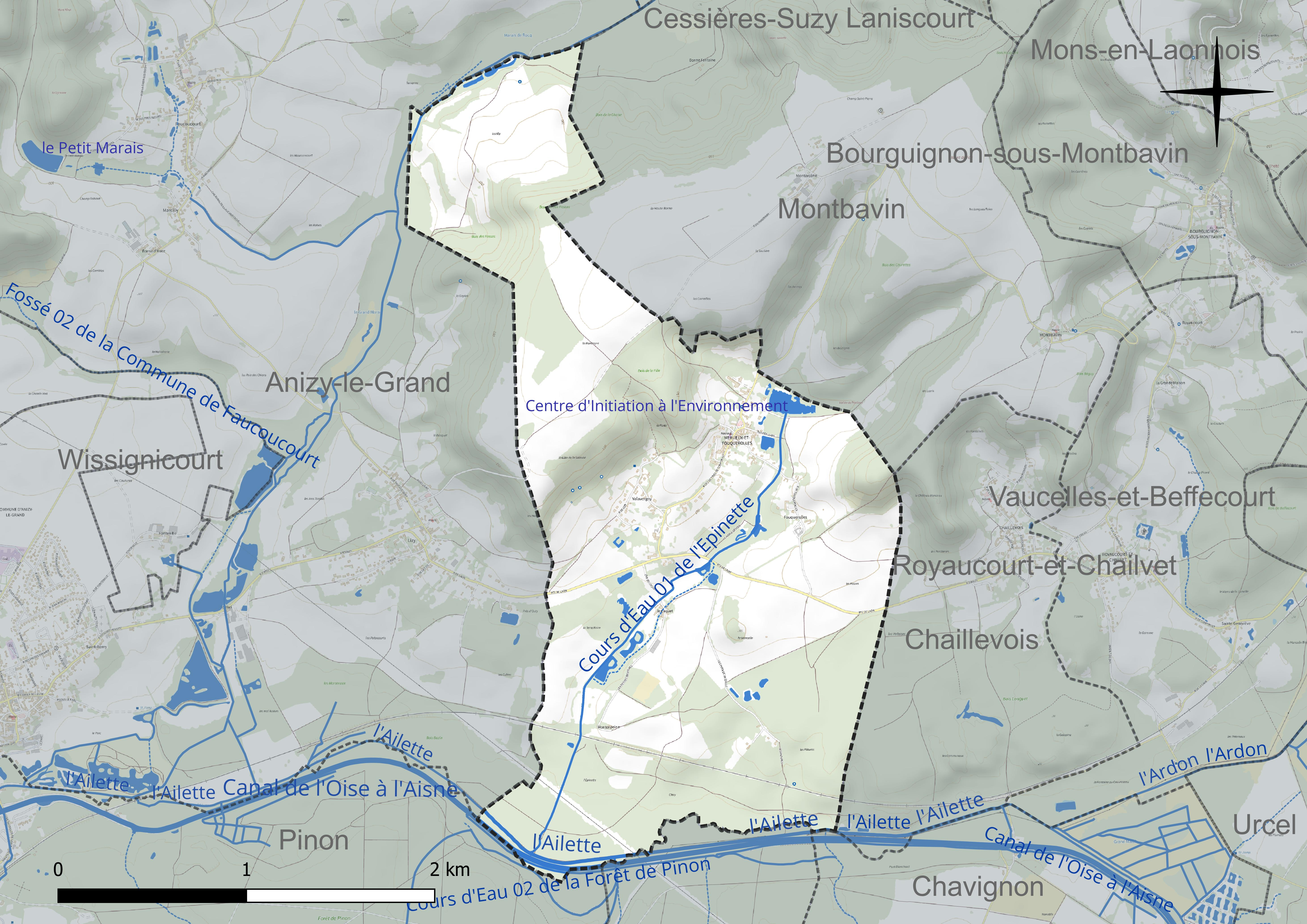
Réseau hydrographique de Merlieux-et-Fouquerolles.

Un plan d'eau complète le réseau hydrographique : le centre d'Initiation à l'Environnement (1,9 ha),.

### Climat
Pour des articles plus généraux, voir Climat des Hauts-de-France et Climat de l'Aisne.
En 2010, le climat de la commune est de type climat océanique dégradé des plaines du Centre et du Nord, selon une étude du CNRS s'appuyant sur une série de données couvrant la période 1971-2000. En 2020, Météo-France publie une typologie des climats de la France métropolitaine dans laquelle la commune est exposée à un climat océanique altéré et est dans la région climatique Nord-est du bassin Parisien, caractérisée par un ensoleillement médiocre, une pluviométrie moyenne régulièrement répartie au cours de l'année et un hiver froid (3 °C).
Pour la période 1971-2000, la température annuelle moyenne est de 10,2 °C, avec une amplitude thermique annuelle de 15 °C. Le cumul annuel moyen de précipitations est de 726 mm, avec 12,1 jours de précipitations en janvier et 8,4 jours en juillet. Pour la période 1991-2020, la température moyenne annuelle observée sur la station météorologique la plus proche, située sur la commune d'Aulnois-sous-Laon à 13 km à vol d'oiseau, est de 11,0 °C et le cumul annuel moyen de précipitations est de 685,6 mm,. Pour l'avenir, les paramètres climatiques de la commune estimés pour 2050 selon différents scénarios d'émission de gaz à effet de serre sont consultables sur un site dédié publié par Météo-France en novembre 2022.

### Milieux naturels et biodiversité
Une partie de la Forêt de Pinon se trouve dans le territoire communal.
Une partie du « site Natura 2000 Tourbière et coteaux de Cessières Montbavin » se trouve dans la commune.

## Urbanisme

### Typologie
Au 1er janvier 2024, Merlieux-et-Fouquerolles est catégorisée commune rurale à habitat dispersé, selon la nouvelle grille communale de densité à 7 niveaux définie par l'Insee en 2022.
Elle est située hors unité urbaine. Par ailleurs la commune fait partie de l'aire d'attraction de Laon, dont elle est une commune de la couronne,. Cette aire, qui regroupe 106 communes, est catégorisée dans les aires de 50 000 à moins de 200 000 habitants,.

### Occupation des sols

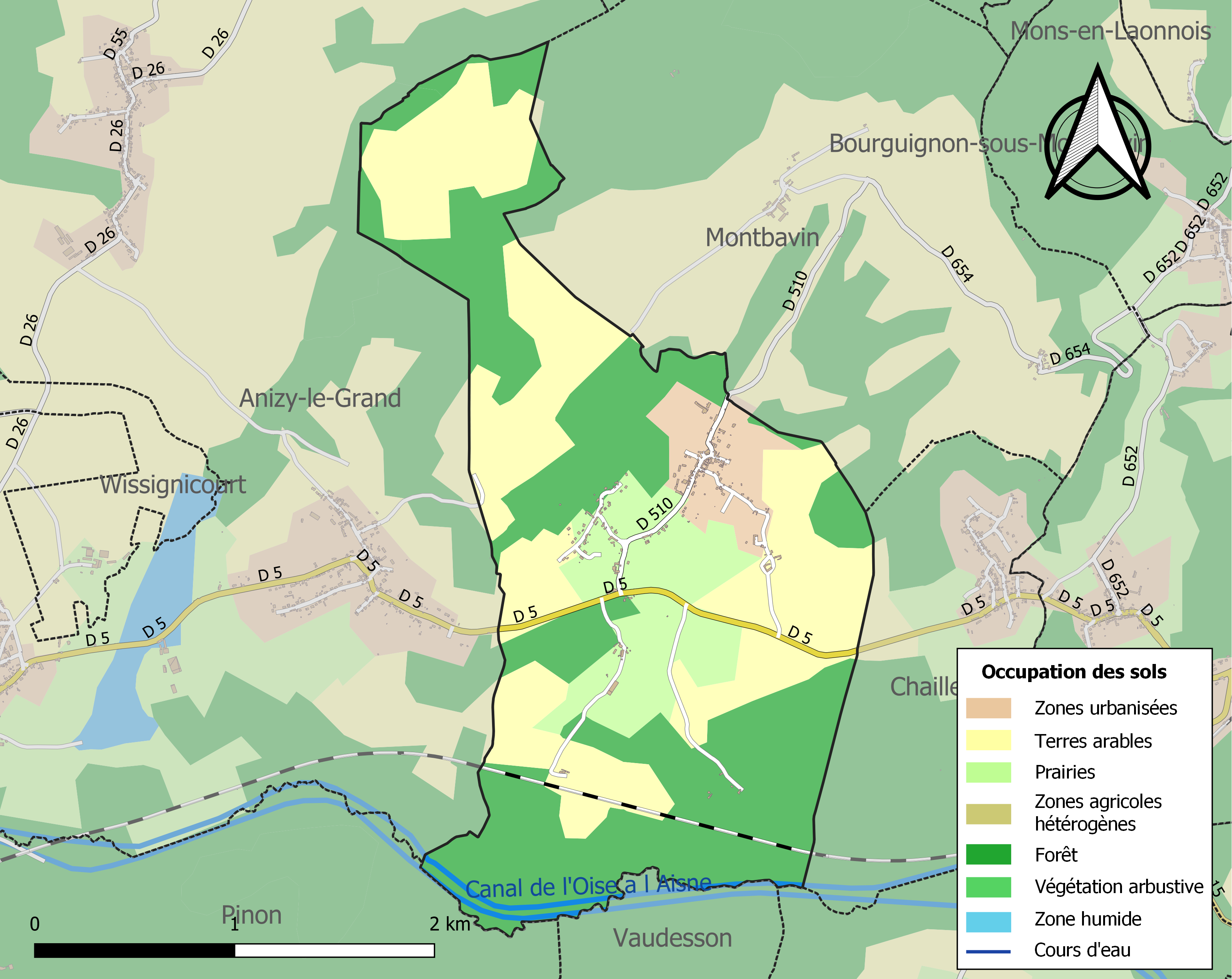
Carte de l'occupation des sols de la commune en 2018 (CLC).

L'occupation des sols de la commune, telle qu'elle ressort de la base de données européenne d'occupation biophysique des sols Corine Land Cover (CLC), est marquée par l'importance des territoires agricoles (48,8 % en 2018), une proportion identique à celle de 1990 (48,8 %). La répartition détaillée en 2018 est la suivante : 
forêts (45,7 %), terres arables (35,8 %), prairies (12,9 %), zones urbanisées (5,5 %).
L'évolution de l'occupation des sols de la commune et de ses infrastructures peut être observée sur les différentes représentations cartographiques du territoire : la carte de Cassini (XVIIIe siècle), la carte d'état-major (1820-1866) et les cartes ou photos aériennes de l'IGN pour la période actuelle (1950 à aujourd'hui).

### Lieux-dits, hameaux et écarts
La commune compte plusieurs hameaux : Valavergny, Fouquerolles ainsi que Le Caquet.

### Habitat et logement
En 2018, le nombre total de logements dans la commune était de 111, alors qu'il était de 110 en 2013 et de 100 en 2008.
Parmi ces logements, 96,3 % étaient des résidences principales, 1,9 % des résidences secondaires et 1,9 % des logements vacants. Ces logements étaient pour 94,7 % d'entre eux des maisons individuelles et pour 5,3 % des appartements.
Le tableau ci-dessous présente la typologie des logements à Merlieux-et-Fouquerolles en 2018 en comparaison avec celle de l'Aisne et de la France entière. Une caractéristique marquante du parc de logements est ainsi une proportion de résidences secondaires et logements occasionnels (1,9 %) inférieure à celle du département (3,5 %) et à celle de la France entière (9,7 %). Concernant le statut d'occupation de ces logements, 75 % des habitants de la commune sont propriétaires de leur logement (73,3 % en 2013), contre 61,6 % pour l'Aisne et 57,5 % pour la France entière.
| Typologie                                               | Merlieux-et-Fouquerolles | Aisne | France entière |
| ------------------------------------------------------- | ------------------------ | ----- | -------------- |
| Résidences principales (en %)                           | 96,3                     | 86,7  | 82,1           |
| Résidences secondaires et logements occasionnels (en %) | 1,9                      | 3,5   | 9,7            |
| Logements vacants (en %)                                | 1,9                      | 9,8   | 8,2            |

## Toponymie
Merlieux est attesté sous les formes Merli (1151) ; Melliu (1219) ; Monasterium de Merliu (1241) ; Merlieu (1389) ; Mellieu (1413).

Issu du latin merula (merle) avec le mot lieux (du latin locus).
Fouquerolles, ancien hameau de la commune, est attesté sous les formes Fulcherolles (1158) ; Foukeroles (1229) ; Foucroles (1589) ; Fouquerolle.

Équivalent picard de fougerole « sorte de petite fougère ».

## Histoire

### Révolution française et Empire
La commune de Merlieux, instituée par la Révolution française, absorbe dès 1801 celle de Fouqueroles et prend le nom de Merlieux-et-Fouquerolles.

### Époque contemporaine
À la fin de la Première Guerre mondiale, le village est considéré comme détruit et a  été décoré de la Croix de guerre 1914-1918, le 17 octobre 1920.
En 1973, Dominique Lestrat, fonctionnaire, anarchiste, retraité, membre du groupe local Kropotkine (Fédération anarchiste), et ses amis anarchistes fondent la Communauté anarchiste du Moulin de Paris avec un souci d'intégration et de participation active à la vie de la commune. De cet engagement a abouti une des très rares expériences de la démocratie participative dans un village en France. L'idée étant de bouleverser le fonctionnement traditionnel des institutions municipales en essayant d'en faire un simple organe exécutif des volontés exprimées par l'ensemble de la population. En parallèle, la dynamisation de la commune était recherchée.
À partir de 1986, afin d'éviter la mort du village qui ne disposait ni d'école, ni de commerce, ni de site touristique et dont l'importante population jeune ne pouvait que le quitter après leurs études, la municipalité obtient l'inscription de la commune dans le programme « pour habiter interactif » engagé par le ministère de l'équipement en vue de réaliser une salle polyvalente, douze logements locatifs, un centre de télétravail, un atelier communal et municipal, l'ensemble étant destiné à favoriser l'accueil de familles nouvelles tout en bénéficiant à l'ensemble de la communauté. L'ensemble a été édifié autour d'une place qui constitue un nouveau lieu de vie du village, avec l'aide financière de l'État, du conseil régional de Picardie, du conseil général de l'Aisne, de la Caisse d'allocations familiales. Cinquante-six bénévoles ont également contribué à la restauration de l'école, qui, en 1992, compte deux classes et sert d'école d'application d'instituteurs en milieu rural, comprenant un centre rural de lecture et de documentation ouvert à toute la population.

## Politique et administration

### Rattachements administratifs
La commune se trouve dans l'arrondissement de Laon du département de l'Aisne.
Elle faisait partie depuis 1801 du canton d'Anizy-le-Château. Dans le cadre du redécoupage cantonal de 2014 en France, cette circonscription administrative territoriale a disparu, et le canton n'est plus qu'une circonscription électorale.

### Rattachements électoraux
Pour les élections départementales, la commune fait partie depuis 2014 du canton de Laon-1
Pour l'élection des députés, elle fait partie de la première circonscription de l'Aisne depuis 2012.

### Intercommunalité
La commune était membre de la petite communauté de communes des Vallons d'Anizy, un établissement public de coopération intercommunale (EPCI) à fiscalité propre créé fin 1997 et auquel la commune avait transféré un certain nombre de ses compétences, dans les conditions déterminées par le code général des collectivités territoriales.
Dans le cadre des dispositions de la loi portant nouvelle organisation territoriale de la République (Loi NOTRe) du 7 août 2015, qui prévoit que les établissements publics de coopération intercommunale (EPCI) à fiscalité propre doivent avoir un minimum de 15 000 habitants (sous réserve de certaines dérogations bénéficiant aux territoires de très faible densité), cette intercommunalité fusionne avec sa voisine, afin de former, le 1er janvier 2017, la communauté de communes Picardie des Châteaux, dont la commune est désormais membre.

### Liste des maires
| Période                                  | Période                        | Identité               | Étiquette | Qualité                      |
| ---------------------------------------- | ------------------------------ | ---------------------- | --------- | ---------------------------- |
| Les données manquantes sont à compléter. |                                |                        |           |                              |
|                                          | 1878                           | M. Bizon               |           |                              |
| 1879                                     |                                | M. de Bussy            |           |                              |
| Les données manquantes sont à compléter. |                                |                        |           |                              |
| 1945                                     | 1983                           | Roland Durand          | PCF       |                              |
| 1983                                     | 2001                           | Daniel Corcy,          |           |                              |
| mars 2001                                | mars 2008                      | Laurent Petit          | DVG/PS    |                              |
| mars 2008                                | avril 2022                     | Olivier Clermont       | DVD       | Agriculteur Mort en fonction |
| juillet 2022,                            | En cours (au 16 décembre 2022) | Stéphanie Dumay-Gillet |           |                              |

## Équipements et services publics

### Eau et déchets
Fin 2022, la préfecture constate que l'eau courante distribuée aux habitants dépasse le seuil sanitaire autorisé pour des métabolites de chloridazone, un pesticide utilisé jusqu'en 2020 pour la culture de la betterave, et interdit d'utiliser cette eau pour la boisson, la préparation et la cuisson des aliments, le lavage des dents, et la commune a fourni temporairement  aux habitants des bouteilles d'eau, avant de les inviter d'utiliser une borne de puisage située sur la place du bourg de Royaucourt-et-Chailvet. Cette situation ne peut cesser que par le raccordement du réseau communal à un autre réseau d'eau potable, après de longs et coûteux travaux,.

## Population et société

### Démographie
L'évolution du nombre d'habitants est connue à travers les recensements de la population effectués dans la commune depuis 1793. Pour les communes de moins de 10 000 habitants, une enquête de recensement portant sur toute la population est réalisée tous les cinq ans, les populations de référence des années intermédiaires étant quant à elles estimées par interpolation ou extrapolation. Pour la commune, le premier recensement exhaustif entrant dans le cadre du nouveau dispositif a été réalisé en 2006.

En 2022, la commune comptait 255 habitants, en évolution de −3,41 % par rapport à 2016 (Aisne : −1,97 %, France hors Mayotte : +2,11 %).
| 1793 | 1800 | 1806 | 1821 | 1831 | 1836 | 1841 | 1846 | 1851 |
| ---- | ---- | ---- | ---- | ---- | ---- | ---- | ---- | ---- |
| 278  | 279  | 269  | 293  | 321  | 331  | 333  | 317  | 300  |

| 1856 | 1861 | 1866 | 1872 | 1876 | 1881 | 1886 | 1891 | 1896 |
| ---- | ---- | ---- | ---- | ---- | ---- | ---- | ---- | ---- |
| 293  | 282  | 291  | 269  | 268  | 252  | 266  | 263  | 253  |

| 1901 | 1906 | 1911 | 1921 | 1926 | 1931 | 1936 | 1946 | 1954 |
| ---- | ---- | ---- | ---- | ---- | ---- | ---- | ---- | ---- |
| 215  | 207  | 203  | 139  | 178  | 156  | 139  | 170  | 166  |

| 1962 | 1968 | 1975 | 1982 | 1990 | 1999 | 2006 | 2011 | 2016 |
| ---- | ---- | ---- | ---- | ---- | ---- | ---- | ---- | ---- |
| 155  | 127  | 133  | 171  | 185  | 218  | 258  | 280  | 264  |

| 2021 | 2022 | - | - | - | - | - | - | - |
| ---- | ---- | - | - | - | - | - | - | - |
| 257  | 255  | - | - | - | - | - | - | - |

### Manifestations culturelles et festivités
- Médiathèque départementale
- Le Village du Livre, dont la première édition a eu lieu en 1993
- Forum social libertaire et le Salon du livre anarchiste, dont la 8e édition s'est déroulée le 2 octobre 2022[44]

## Culture locale et patrimoine

### Lieux et monuments
- Église Sainte-Geneviève.
- Monument aux morts devant l'église[45].
- Plaque monument aux morts sur la mairie.
- Calvaire au lieu-dit Chemin du Caquet.
- Centre de ressources environnementales de l'Aisne Géodomia[46].

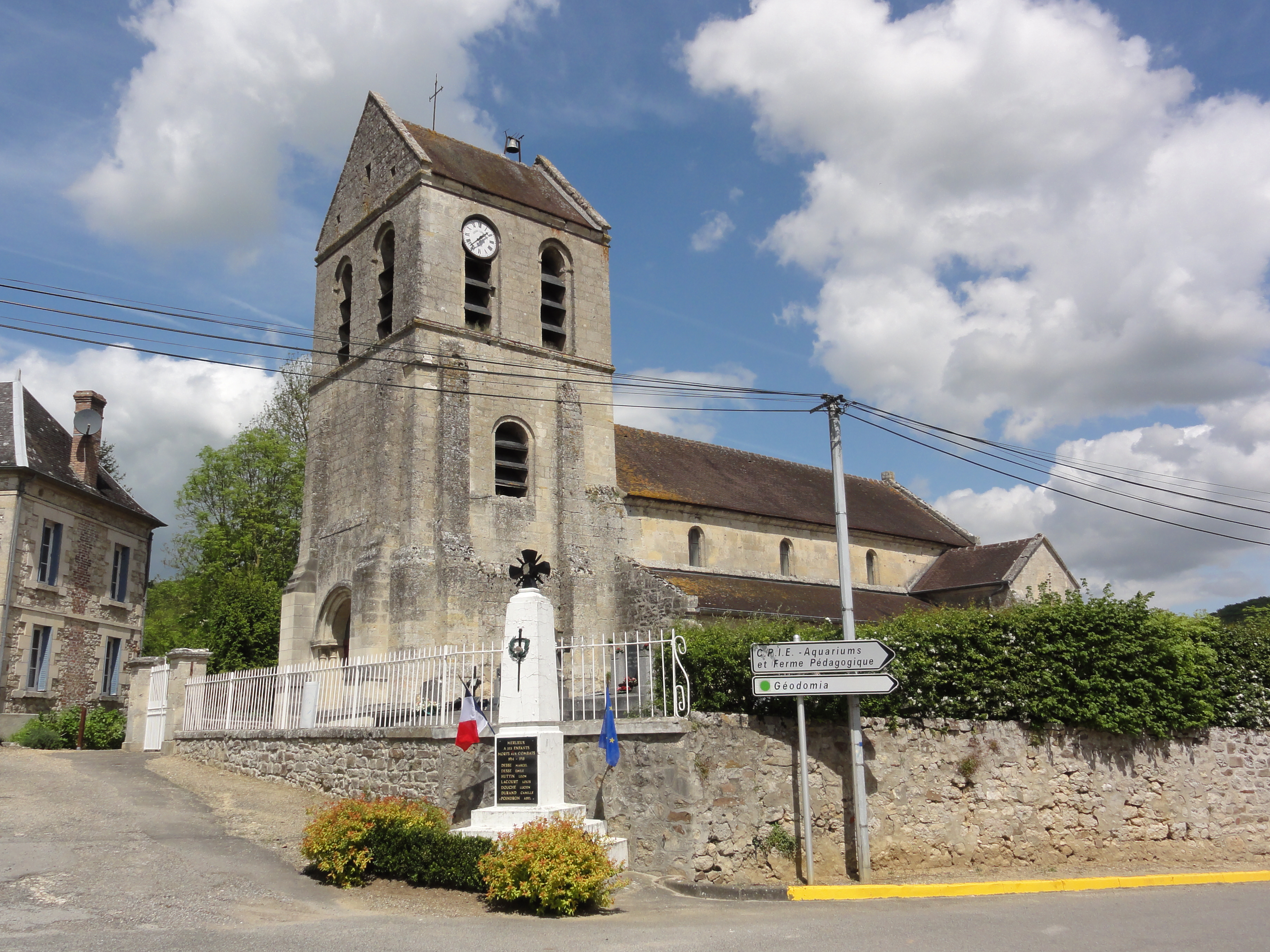
L'église Sainte-Geneviève et le monument aux morts.
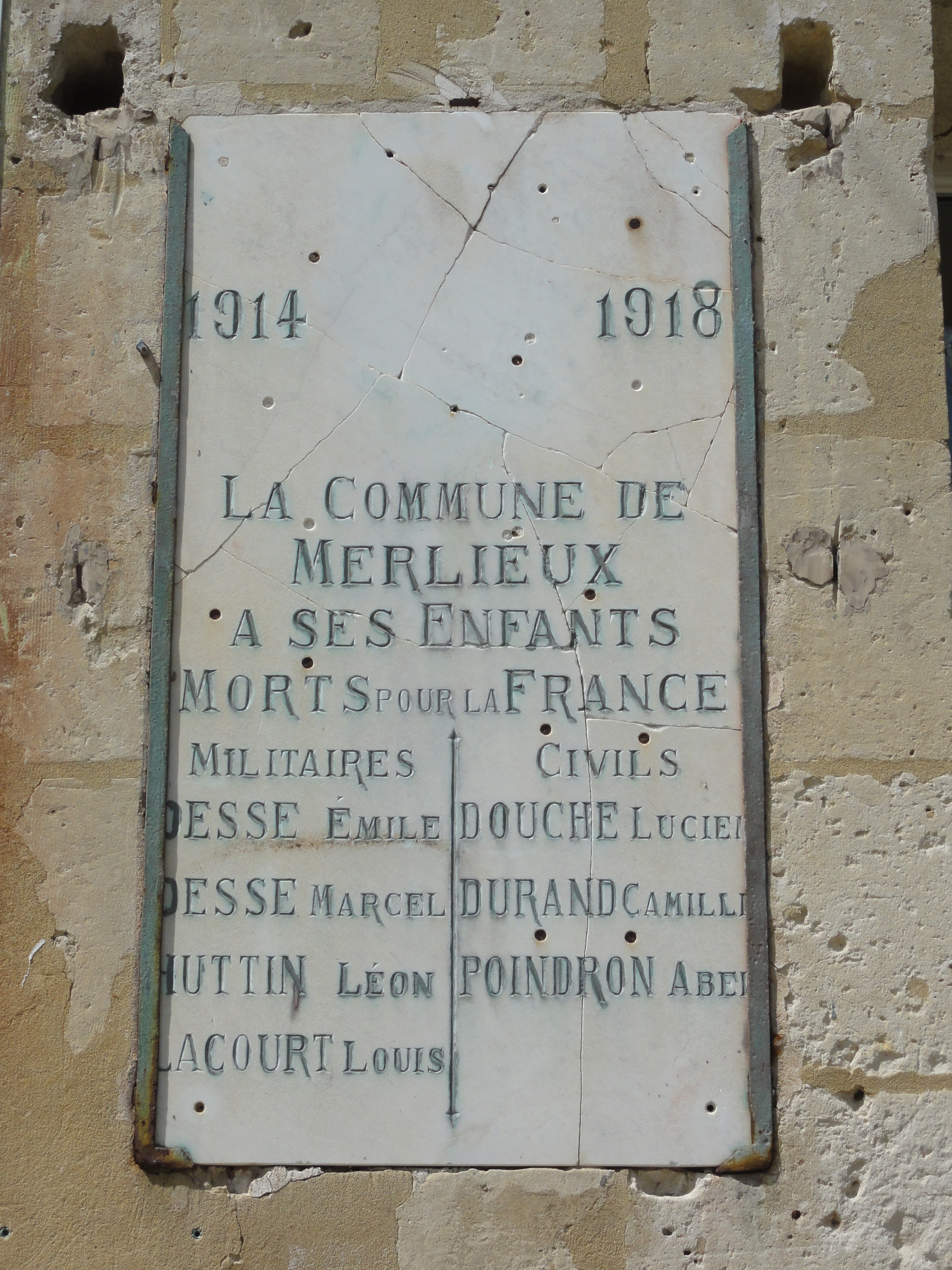
La plaque monument aux morts sur la mairie.
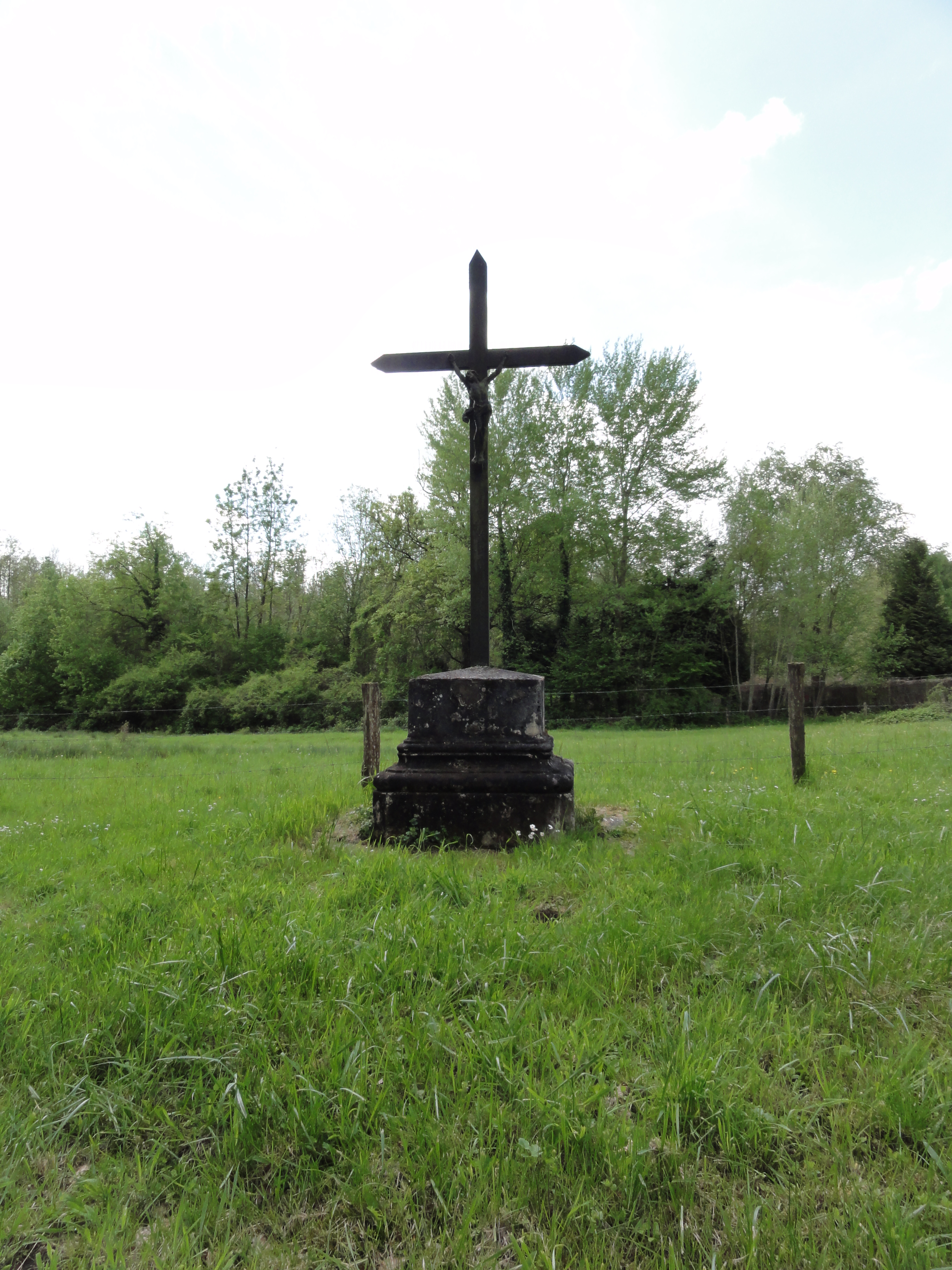
La croix, chemin du Caquet.

### Personnalités liées à la commune
Charles-François Bailly de Merlieux (1800-1862), libraire, fondateur de journaux d'agriculture et vulgarisateur scientifique, y est né.

## Pour approfondir